# 1889 en Italie
Chronologie de l'Italie
- 1885
- 1886
- 1887
- 1888
- 1889
- 1890
- 1891
- 1892
- 1893

## Événements

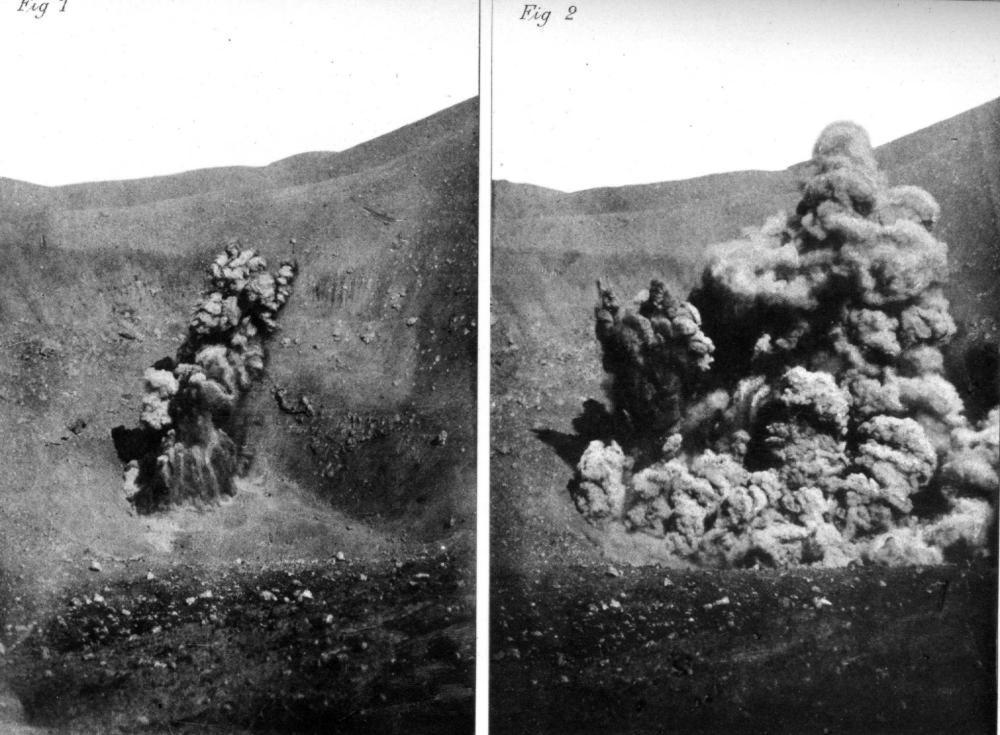
Éruptions de l'île de Vulcano du 3 août 1888 au 22 mars 1890. Photographie du 21 septembre 1889.

- 8 février et 7 avril : protectorat italien sur les sultanats d’Obbia et de Midjertein (capitale Calula) en Somalie[1].
- 9 mars : le président du conseil Francesco Crispi démissionne après un débat sur la politique financière du gouvernement et reprend le pouvoir après un remaniement ; Giovanni Giolitti deviens ministre du trésor puis assure l'intérim des finances le 14 septembre[2].
- 18 mars : le premier Faisceau sicilien est constitué à Messine par Nicola Petrina, qui est arrêté en juillet[3]. Le mouvement socialiste des Faisceaux de travailleurs siciliens (fasci), surtout composé d’ouvriers agricoles, se développe dans le contexte de la guerre tarifaire entre l'Italie et la France qui gêne les exportations de vins siciliens[4].
- 10 avril : le Mole Antonelliana est inauguré à Turin[5].
- 2 mai : le traité d’Uccialli (ou Wuchale) établit le protectorat théorique de l’Italie sur l’Éthiopie. Ménélik II, appuyé par les troupes italiennes, qui avait négocié avec le négus Yohannès IV un droit de succession, consacre la pénétration de l’Italie en Érythrée, au nord du Mareb. Rome reconnaît le nouvel empereur le 1er octobre[6].

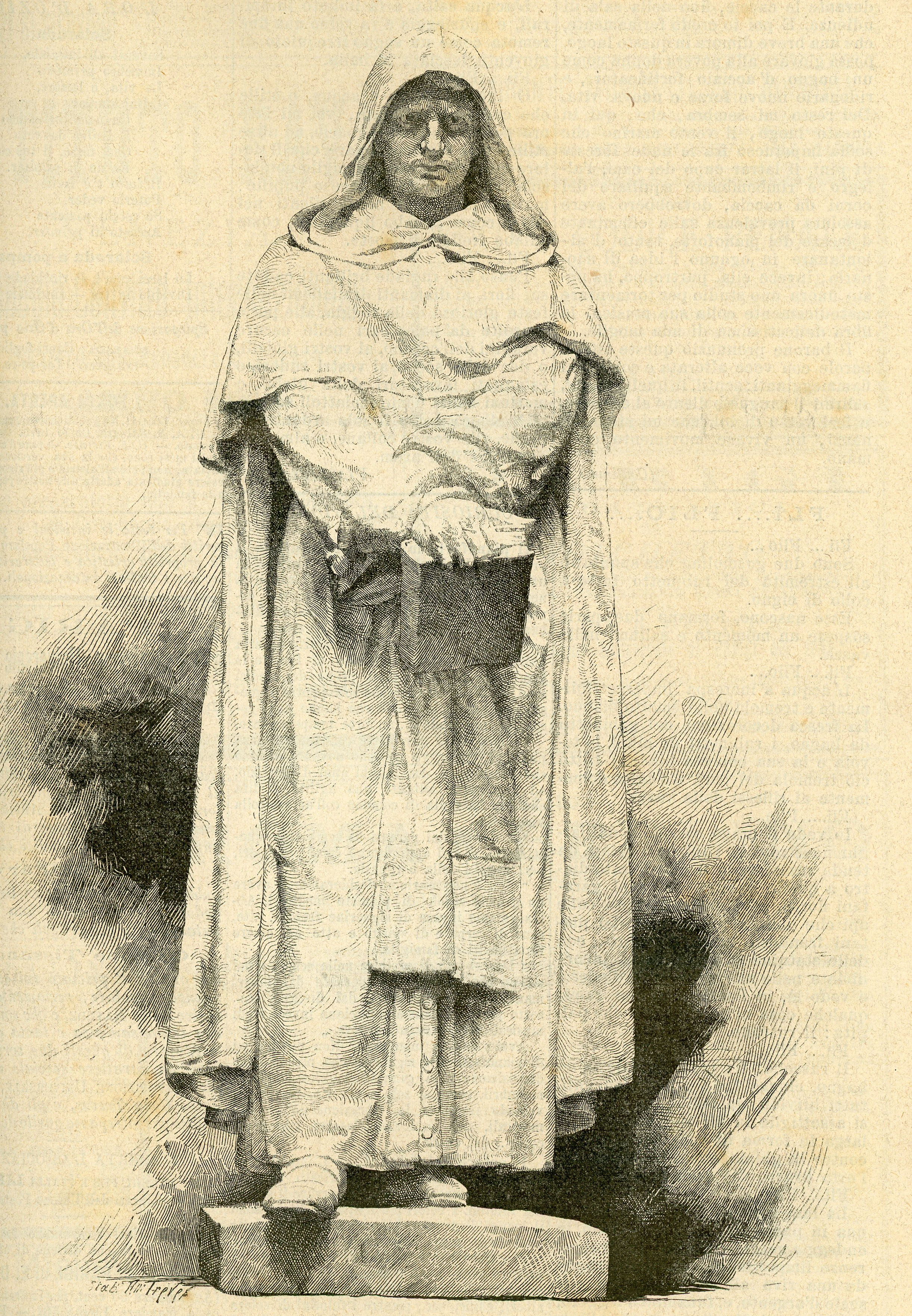
Giordano Bruno, statue d'Ettore Ferrari. L’illustrazione popolare, Milan, 1889.

- 9 juin : inauguration sur le Campo de' Fiori à Rome d’un monument à la mémoire de l’humaniste Giordano Bruno, victime de l’Inquisition en 1600. Elle relance l’antagonisme entre l’Italie et le Vatican[7].
- 11 juin : le chef italien Raffaele Esposito invente la Pizza Margherita en l'honneur de la reine Marguerite de Savoie, qui y goûte pour la première fois lors d'une visite à Naples[8].
- 30 juin : l’Italie adopte un nouveau code pénal, dit code Zanardelli, qui comporte notamment l’abolition de la peine de mort[9] (entrée en vigueur le 1er janvier 1890).
- 2 août : occupation d’Asmara par les Italiens, sur la côte de la mer Rouge, qui deviens bientôt le chef-lieu de la province d’Érythrée[6].
- 29-30 septembre : accident ferroviaire dans un tunnel entre les gares d'Ariano et de Pianerottolo. La collision de deux trains fait trois morts[10].
- 9 novembre : fondation du quotidien La Voce del Popolo à Sušak près de Fiume[11].
- 11 octobre : le ministre des Affaires étrangères Francesco Crispi demande aux ambassadeurs italiens de porter à la connaissance des Puissances que l'Italie plaçait l'Éthiopie sous son protectorat en vertu du traité d’Uccialli[6].
- 25 décembre : loi par laquelle l'Italie renonce à la guerre tarifaire avec la France au 1er janvier 1890[12].

## Culture
- Fiumelatte depuis le passage souterrain de la voie ferrée et Été sur le lac de Côme, peintures à l'huile de Vittore Grubicy de Dragon.

### Livres parus en 1888
- Gabriele d'Annunzio : L'Enfant de volupté

### Opéras créés en 1808
- 21 avril : Edgar, deuxième opéra de Giacomo Puccini sur un livret italien de Ferdinando Fontana à la Scala de Milan[13].

## Naissances en 1889
- 13 septembre : Paola Pezzaglia, actrice de théâtre et de cinéma, de la période du muet. († 17 décembre 1925)
- 2 novembre : Arnoldo Mondadori, éditeur, fondateur, en 1907, de l'une des plus grandes maisons d'édition italienne, qui porte toujours son nom, Arnoldo Mondadori Editore. († 8 juin 1971)
- 24 décembre : Mario Bonnard, réalisateur, scénariste, acteur et producteur de cinéma. († 22 mars 1965)

## Décès en 1889
- 9 janvier : 
  - Andrea Gastaldi, 62 ans, peintre, connu pour ses scènes et ses portraits historiques. (° 18 avril 1826)
  - Alessandro Gavazzi, 79 ans, religieux anti-catholique, prédicateur barnabite et patriote de l'Unité italienne. (° 21 mars 1809)
- 13 mars : Felice Varesi, 76 ans, chanteur lyrique (baryton), dont la carrière s'étend des années 1830 aux années 1860, créateur des rôles titre de Macbeth et Rigoletto, ainsi que du rôle de Giorgio Germont dans La traviata, trois opéras de Giuseppe Verdi. (° 1813)
- 14 mars : Enrico Tamberlick, 68 ans, chanteur d'opéra (ténor). (° 16 mars 1820)
- 31 août : Settimio Malvezzi, 70 ans, chanteur lyrique (ténor). (° 5 avril 1817)
- 21 décembre : Luigi Basile Basile, 69 ans, magistrat et homme politique, patriote de l'unité italienne. (° 22 mars 1820)